# 大久保淳二
大久保　淳二（おおくぼ　じゅんじ、1974年 - ）は、フリーで活動する日本のデザイナー・イラストレーター。出雲重機（いずもじゅうき）の名義でメカニックデザイナーとしても活動している。
東京都昭島市出身。1980年代のSF映画に大きく傾倒しており、影響を受けた人物としてロン・コッブ、ジョー・ジョンストン、ラルフ・マクォーリー、シド・ミードの名を挙げている。また、人型ロボットはあまり得意ではないと公言している。
『スター・ウォーズ』の熱烈なファンで、1997年頃にはそのファンサイトを運営していた。

## 経歴
1995年に専門学校を卒業したのち、そのまま学校に技術職員として就職。1997年頃は映画のCG合成スタッフとしての経歴がある。
1998年からは、漫画家藤原カムイの制作事務所に入り、当時の連載作品の漫画製作アシスタントのほか、公式サイトのデザイン、漫画単行本の装丁デザインなどを担当。その傍らでフリーのイラストレーターとして活動を開始している。
当時は『出雲重機』というインディーズブランドを立ち上げ、架空重機のイラストを描いたウェアを販売していた。また、いくつかのクラブイベントや展示会への参加のほか、ウェブサイト上でもイラストを公開。それがゲームディレクター河野一二三の目にふれ、後に『鉄騎』のメカニックデザイナーとしてスカウトされるきっかけとなる。
2000年からはアニメ情報誌「月刊ニュータイプ」連載作品『フォー・ザ・バレル』にメカニックデザイナーとして参加。ガンダムに相当するウィルバーのデザインは、連載が始まる半年以上前から検討されたが、結局は連載を続ける中で決定されたものであり、大変なプレッシャーがあったと語っている。
同年10月にはBNN社のデザイン誌『design plex No.43』で『出雲重機』が特集された。さらに2002年にカプコンから発売されたゲーム『鉄騎』では登場するメカのVTをデザイン。関連して発売された『CAPCOM Figure Collection 鉄騎』は大久保メカの唯一の立体化商品である（2011年現在）。
2003年からは藤本"ANI"健太郎 (nendo graphics)、BEAT SERVICEと共同で目黒に制作事務所『Raredrop』を開設し、映像・広告系の業務を中心に行っていた。共同制作事務所は2007年頃に解散し、以降は個人でアニメやゲームなどの分野を中心に活動を行っている模様。
現在は海外のゲームコンテンツ制作に参加するなど、国内外問わず活動中。

## 主な参加作品

### ゲーム
- 『鉄騎』（2002年　カプコン）VTデザイン
- 『ストリートファイター オンライン マウスジェネレーション』（2008年　ダレット）背景デザイン原案
- 『無限航路』（2009年　セガ・プラチナゲームズ）戦艦デザイン
- 『Strike Suit Zero』（2012年　doublesix games）メカデザイン

### アニメーション
- 『EX MACHINA -エクスマキナ-』（2007年）プロップデザイン
- 『Hi-OSS FUTURE ADVENTURE』（2007年）メカデザイン
- 『VIPER'S CREED』（2009年）バグメックデザイン
- 『魔法科高校の劣等生』（2014年）CAD・プロップデザイン
- 『オーバーロード』（2015年）サブキャラクターデザイン・モンスターデザイン・プロップデザイン
- 『ブレイブウィッチーズ』（2016年）ネウロイデザイン
- 『劇場版 魔法科高校の劣等生 星を呼ぶ少女』（2017年）メカニックデザイン
- 『GODZILLA』メカニックデザイン協力
  - GODZILLA 怪獣惑星（2017年）
  - GODZILLA 決戦機動増殖都市（2018年）
  - GODZILLA 星を喰う者（2018年）
- 『ノー・ガンズ・ライフ』（2019年）メカニックデザイン
- 『ブルバスター』（2023年）メカニックデザイン[7]

### 映像
- 『MTV Japan - Music and More...』（2003年）プロダクションデザイン
- 『MTV Japan - amp』（2003年）プロダクションデザイン
- 『MTV Japan - Video Music Award Japan 2006』（2005年）美術制作
- 『MTV Japan - Live Spot』（2006年）美術制作
- 『TVCF サントリー「C.C.Lemon」』（2009年）宇宙船デザイン

### イラスト
- 『Gasbook 02: Machine』（1997年　エーアンドピーコーディネータージャパン）CG
- 『G20 ジー・ツ−・オー』Vol.6 Vol.8（1999年　アスキー）表紙イラストほか
- 『フォー・ザ・バレル / FOR THE BARREL』（1999年 - 2002年　月刊ニュータイプ連載）挿絵、メカデザイン
- 『DEKU 親愛なる来訪者』（2001年　佐藤茂・角川書店）扉イラスト、メカデザイン
- 『ATOMIC GOD』（2001年　Machine・日本クラウン）ジャケットイラスト
- 『saelvei∫∂n-D9』（2001年　Machine・日本クラウン）ジャケットイラスト
- 『機動戦士ガンダム公式設定集 アナハイム・ジャーナル U.C.0083-0099』（2003年　エンターブレイン）表紙イラスト
- 『ノワーズ Vol.42　酸欠新聞 第11号』（2003年　バンダイナムコゲームス）イラスト
- 『ヤバコプター』（2004年　LEOPALDON）CG
- 『DO YOU? Vol.4』（2005年　ソフトバンクパブリッシング）イラスト
- 『STEEL VENUS』（2011年　VALKILLY）ジャケットデザイン・イラスト

### 演劇
- 『くねくねし』（2004年　劇団くねくねし）宣伝美術
- 『ドット職人くねくねくん』（2004年　劇団くねくねし）舞台美術
- 『おみそれテクニク大辞典　ろくろっ首ロードくねくね！』（2005年　劇団くねくねし）衣装デザイン
- 『プレタとポルテのくねくねオートクチュール』（2005年　劇団くねくねし）企画

### その他
- 『学校の怪談３』（1997年）デジタル合成
- 『モスラ2 海底の大決戦』（1997年）デジタル合成
- 『Kamui Collection #000「VIRGIN」』（1999年　藤原カムイ・同人誌）装丁
- 『Kamui Collection #001「犬狼伝説」凍結版』（1999年　藤原カムイ・角川書店）装丁
- 『Kamui Collection #002「HOT愛Q」凍結版』（1999年　藤原カムイ・角川書店）装丁
- 『Kamui Collection #003「帝都物語」凍結版』（1999年　藤原カムイ・角川書店）装丁
- 『Kamui Collection #004「犬狼伝説完結篇」凍結版』（2000年　藤原カムイ・角川書店）装丁
- 『キリンビール大学（健康学部他）』（2003年 - 2008年）絵コンテ、キャラクターデザイン
- 『NHKハイビジョン特集パウル・クレー 烙印を押された画家 退廃美術展』（2007年）CG制作協力

### 連載
- 『WinGraphic』誌上で初心者向け3DCG講座を連載していた。

### 著書
- 『出雲重機』（2006年　エンターブレイン） ISBN 4757727356